# Nehaj (brdo)
Nehaj je naziv za brdo koje se nalazi iznad grada Senja.
Naziv Nehaj dolazi od pojma Ne hajati, što bi u današnjem kontekstu moglo značiti kao Ne brini ili Ne mari.

## Povijest
Ovo brdo je dobilo takav naziv od strane Uskoka koji su na njemu sagradili tvrđavu Nehaj u obrambene svrhe. Brdu su nadjenuli to ime jer su njime htjeli naglasiti građanima grada Senja, i svima onima koji su živjeli u blizini grada Senja, da se ne brinu ili da ne mare da će netko osvojiti ovo brdo, tj. Tvrđavu Nehaj, dok su god oni na njemu u svojoj utvrdi.
To se u ovome slučaju i obistinilo jer dok je god na brdu bilo Uskoka, ni jedan ga napadač nije uspio osvojiti, što je ujedno i značilo sigurnost za grad Senj koji se nalazi u podnožju brda. Samim graditeljima tvrđave jedini i osnovni cilj je bio obrana grada i ometanje Mlečana i Turaka u njihovim prodorima i osvajanjima.
No, ubrzo je sklopljen mir između Habsburgovaca i Mlečana, a jedan od uvjeta mira je bio iseljavanje Uskoka iz tvrđave Nehaj i Senja zbog stalne bojazni koju su zadavali Mlecima i Turcima. Taj čin je označavao siguran nestanak Uskoka s povijesne pozornice, te izloženost ovih područja stalnim osvajačkim i pljačkaškim pohodima Turaka i Mlečana.